# Jaume Conesa
Jaume Conesa (Montblanc, Conca de Barberà, 1320 - Barcelona, 1390) fou un escrivent i traductor membre de la Cancelleria Reial i un dels membres culturalment més actius d'aquesta institució en temps del rei Pere III el Cerimoniós.
Nascut en el si de la família dels Conesa montblanquins, una de les famílies nobiliàries més importants de la Catalunya Nova del segle xiv, rebé una bona educació fins que fou admès a la Cancelleria Reial del rei Cerimoniós el 1342. Tan sols nou anys després fou nomenat secretari reial, període durant el qual escrivia les cartes del rei (moltes d'elles conservades), i el 1365 el monarca el nomenà protonotari reial. Serví el rei Pere durant trenta anys.
El 22 de maig de 1352 va actuar com a notari davant de divuit testimonis de prodigis efectuats per la Verge de la Serra de Montblanc (Conca de Barberà). La seva influència ajudà que el papa Urbà V concedís indulgències als peregrins del Santuari de la Serra del poble natal de Conesa.
Considerat el renovador de la prosa catalana medieval, el 1367 inicià la traducció completa al català de la versió de la guerra de Troia de Guido delle Colonne, Historia destructionis Troiae (escrita el 1287 i que partia de la visió romana dels autors tardoantics Dictis i Dares) amb el títol Històries troianes (publicada el 1906). D'aquesta publicació es conserva un exemplar al Museu Arxiu de Montblanc, donada pel llibreter Josep Poter. En aquesta traducció Conesa fa unes interessants reflexions sobre l'ús de la prosa per explicar històries i no escriure fabulacions, alhora que ens exposa interessants reflexions sobre l'ofici de traductor.
Les traduccions d'obres de tema clàssic i d'obres clàssiques fou una constant de la cort del Cerimoniós i estaven molt de moda. Conesa, però, adaptà del llatí diversos recursos sintàctics que feren evolucionar la seva prosa amb un estil únic, clar i precís.
A Montblanc instituí el benefici de Tots els Sants (1359) a l'església de Santa Maria, a l'actual capella de la Mare de Déu de Montserrat. Morí a Barcelona l'any 1390.